# Notocyma
Arsacia là một chi bướm đêm thuộc họ Noctuidae.